# David Andrews (attore 1952)
Stanley David Andrews (Baton Rouge, 2 novembre 1952) è un attore statunitense.
Ha iniziato la sua carriera nel 1982 lavorando in televisione, ma è attivo anche al cinema dove ha lavorato in film impegnati come Fair Game - Caccia alla spia.
È sposato con Shannon Williams da cui ha avuto un figlio.

## Filmografia parziale

### Cinema
- Nightmare - Dal profondo della notte (A Nightmare on Elm Street), regia di Wes Craven (1984)
- Bambola meccanica mod. Cherry 2000 (Cherry 2000), regia di Michael Almereyda (1987)
- La creatura del cimitero (Graveyard Shift), regia di Ralph S. Singleton (1990)
- Wyatt Earp, regia di Lawrence Kasdan (1994)
- Apollo 13, regia di Ron Howard (1995)
- Fight Club, regia di David Fincher (1999)
- Hannibal, regia di Ridley Scott (2001)
- Terminator 3 - Le macchine ribelli (Terminator 3: Rise of the Machines), regia di Jonathan Mostow (2003)
- Fair Game - Caccia alla spia (Fair Game), regia di Doug Liman (2010)
- Il mondo di Arthur Newman (Arthur Newman), regia di Dante Ariola (2012)
- World War Z, regia di Marc Forster (2013)
- The Palmer Supremacy, regia di Billy Dickson (2014)
- Oscure presenze (Jessabelle), regia di Kevin Greutert (2014)
- The Squeeze, regia di Terry Jastrow (2015)
- Anathema, regia di Derek Vitatoe (2017)

### Televisione
- Autopsia di un delitto (The Burning Bed), regia di Robert Greenwald – film TV (1984)
- Miami Vice – serie TV, episodio 5x12 (1989)
- Mann & Machine – serie TV, 9 episodi (1992)
- The Monroes – soap opera, 8 episodi (1995)
- House of Cards - Gli intrighi del potere (House of Cards) – serie TV, 2 episodi (2013-2015)
- Crisis – serie TV, episodio 4x18 (2015)
- Cocked – film TV, regia di Jordan Vogt-Roberts (2015)
- Perception – serie TV, episodio 3x12 (2015)
- Castle – serie TV, episodio 7x18 (2015)
- Scandal – serie TV, episodio 4x18 (2015)
- The Whispers – serie TV, 11 episodi (2015)
- NCIS - Unità anticrimine (NCIS) – serie TV, episodio 15x01 (2015)
- The Catch – serie TV, episodio 1x05 (2016)
- Murder in the First – serie TV, 2 episodi (2016)
- Shooter – serie TV, 8 episodi (2016-2018)
- Dr. Del – film TV, regia di Katie Jacobs (2016)
- Le regole del delitto perfetto (How to Get Away with Murder) – serie TV, episodio 4x05 (2017)
- Tell Me a Story – serie TV, 2 episodi (2018)
- Regina del sud (Queen of the South) – serie TV, 16 episodi (2019-2021)
- The Boys – serie TV, 2 episodi (2019)
- For All Mankind – serie TV, episodio 1x02 (2019)
- Watchmen – miniserie TV, episodio 1x03 (2019)
- The Black Hamptons – miniserie TV, 4 episodi (2022)

## Doppiatori italiani
Nelle versioni in italiano delle opere in cui ha recitato, David Andrews è stato doppiato da:
- Antonio Sanna in Hannibal, Terminator 3 - Le macchine ribelli, Fair Game - Caccia alla spia, Perception, Le regole del delitto perfetto
- Massimo Rossi in Bambola meccanica mod. Cherry 2000
- Marco Mete in La creatura del cimitero
- Francesco Pannofino in Wyatt Earp
- Massimo Corvo in JAG - Avvocati in divisa
- Gaetano Varcasia in CSI - Scena del crimine
- Roberto Draghetti in CSI: Miami (ep. 4x18)
- Francesco Prando in CSI: Miami (ep. 10x09)
- Domenico Crescentini in Surface - Mistero dagli abissi
- Riccardo Lombardo in Law & Order: Criminal Intent
- Gioacchino Maniscalco in Ghost Whisperer - Presenze
- Enrico Di Troia ne Il mondo di Arthur Newman
- Mario Cordova in House of Cards - Gli intrighi del potere
- Gerolamo Alchieri in Oscure presenze
- Luca Biagini in World War Z
- Nino D'Agata in Castle
- Donato Sbodio in Scandal
- Gianni Giuliano in The Catch
- Roberto Fidecaro in Shooter
- Ennio Coltorti in Regina del sud
- Paolo Maria Scalondro in The Boys